# Anfibolo

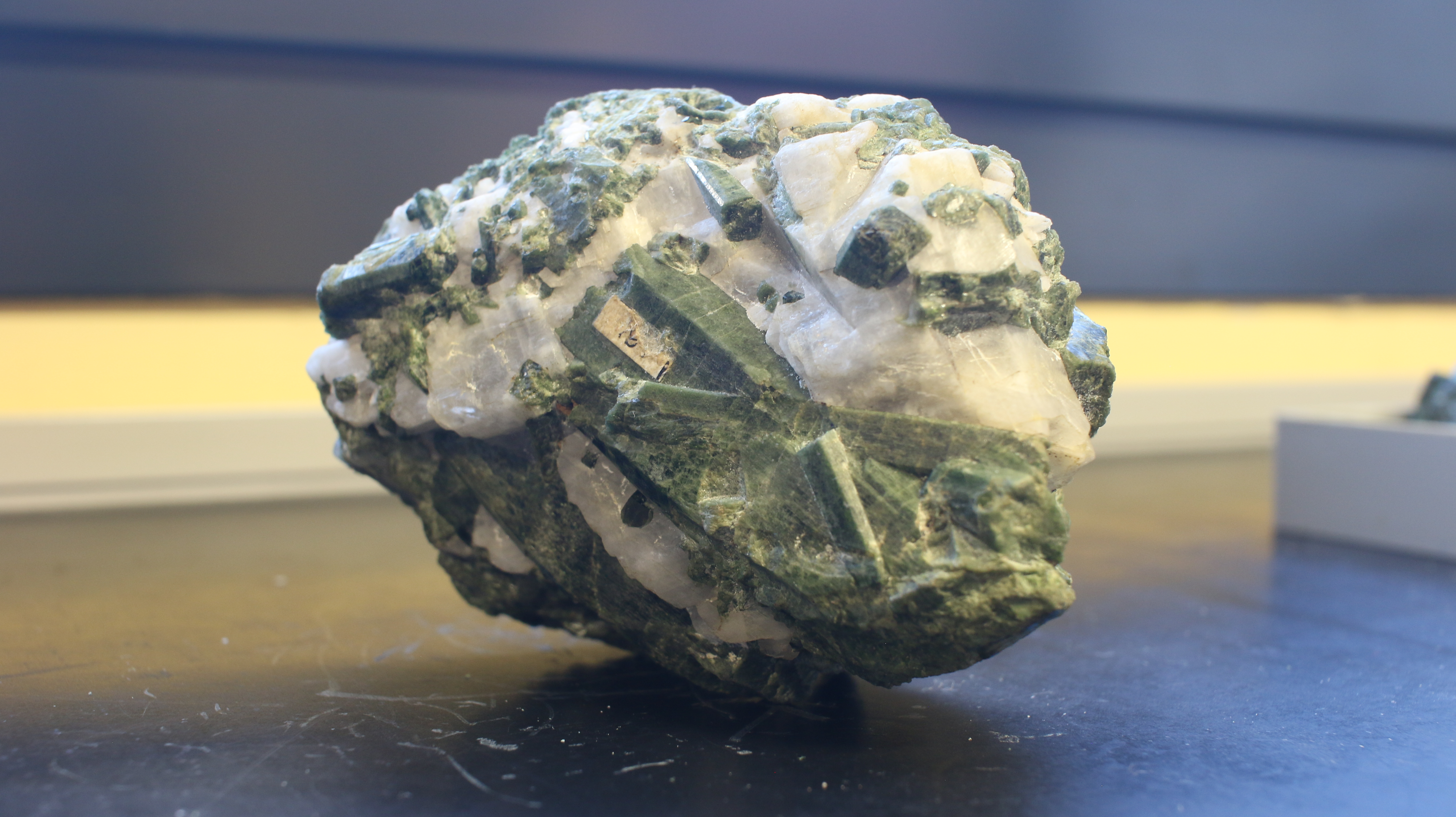
Un anfibolo (verde). Foto scattata nel dipartimento di Geologia dell'Università di Padova, 2018.

Gli anfiboli sono un gruppo di minerali comuni delle rocce magmatiche e metamorfiche. Alcuni anfiboli insieme ai serpentini costituiscono gli asbesti, comunemente noti come amianti. A livello sistematico sono inquadrati nel supergruppo degli anfiboli.
Il termine anfibolo venne coniato dall'abate René Just Haüy nel 1801 e deriva dal greco amphiboles che significa "ambiguo" con allusione alla varietà di aspetto dei vari anfiboli, ad esempio il colore passa dal bianco della tremolite al nero dell'orneblenda al verde dell'attinolite.
Questi minerali appartengono alla sottoclasse degli inosilicati a catena doppia. I principali sono monoclini e hanno formula generale molto complessa. Sono minerali idrati e cristallizzano solo in presenza di acqua.

## Struttura e composizione[1]
La formula cristallochimica generale del gruppo degli anfiboli può essere espressa dalla formula generale W0-1X2Y5Z8O22(OH,F)2, dove:
- W indica {\displaystyle {\ce {Na+}}}e {\displaystyle {\ce {K+}}}
- X indica {\displaystyle {\ce {Ca^2+}}}, {\displaystyle {\ce {Na+}}}, {\displaystyle {\ce {Mn^2+}}}, {\displaystyle {\ce {Fe^2+}}}, {\displaystyle {\ce {Mg^2+}}}, {\displaystyle {\ce {Li+}}}
- Y indica {\displaystyle {\ce {Mn^2+}}}, {\displaystyle {\ce {Fe^2+}}}, {\displaystyle {\ce {Mg^2+}}}, {\displaystyle {\ce {Fe^3+}}}, {\displaystyle {\ce {Al^3+}}}, {\displaystyle {\ce {Ti^4+}}}
- Z indica {\displaystyle {\ce {Si^4+}}}e {\displaystyle {\ce {Al^3+}}}

La struttura degli anfiboli è caratterizzata da una doppia catena di tetraedri {\displaystyle {\ce {(Si4O11)^6-}}}parallela all'asse c collegate a un nastro di ottaedri. Le unità sono composte da silicio al centro e degli atomi di ossigeno ai vertici, i quali collegano due o tre vertici di altre unità. Le due catene sono legate dagli altri elementi presenti (che possono essere sostituiti formando delle specie isomorfe) che occupano i siti cationici e nel complesso costruiscono un'impalcatura a t-o-t (tetraedro-ottaedro-tetraedro), di ampiezza doppia alla struttura t-o-t del pirosseno. Inoltre la presenza del gruppo OH, caratteristica di questo gruppo, causa una diminuzione di stabilità termica rispetto ai pirosseni e determina la decomposizione degli anfiboli in minerali anidri (spesso pirosseni) ad elevate temperature. Se nel fuso o nei fluidi metamorfici è presente acqua i pirosseni di formazione precoce possono reagire con questa fase a temperature inferiori per formare anfiboli.
Gli anfiboli cristallizzano nei sistemi cristallini rombico e monoclino in prismi allungati, ed è caratteristico il doppio sistema di tracce di sfaldatura che si intersecano secondo angoli di 124° visibili nelle facce (001).
Il colore è variabile di minerale in minerale secondo la composizione chimica: ad esempio la tremolite essendo ricca di magnesio presenta un colore verde chiaro, mentre la ferro-actinolite ha un colore nero-verdastro per la presenza importante di ferro.
Presentano lucentezza vitrea e durezza variabile (da 5 a 6).
In microscopia ottica, molti anfiboli si distinguono per il forte pleocroismo e per il piccolo angolo di estinzione. Queste caratteristiche li distinguono dai pirosseni.

## Origine e giacitura[1]
Gli anfiboli sono i minerali femici prevalenti in rocce magmatiche a medio contenuto di {\displaystyle {\ce {SiO2}}}e in rocce metamorfiche di condizioni di pressione e temperatura intermedie. A maggiori temperature gli anfiboli si trasformano in pirosseni perdendo acqua, e a temperature minori in fillosilicati (talco, clorite o biotite) aumentando il contenuto in acqua.
Gli anfiboli possono avere origine primaria o secondaria. I primi, come l'orneblenda, sono minerali di origine magmatica e appaiono come costituenti di rocce magmatiche come granito, diorite e andesite; quelli secondari invece hanno origine metamorfica e si trovano ad esempio nei marmi come risultato di un metamorfismo di contatto (come la tremolite), oppure per trasformazione della augite per metamorfismo regionale (actinolite).
Gli anfiboli contenenti calcio, se associati a talco, si trovano nelle rocce ricche di ferro e magnesio (rocce ultrafemiche), se, invece, con diopside e forsterite, si trovano in rocce metamorfiche di contatto.
Gli anfiboli contenenti sodio si trovano in rocce metamorfiche generate a bassa temperatura.

## Utilizzi[1]
Gli anfiboli hanno generalmente un interesse scientifico e collezionistico, eccezion fatta per la nefrite utilizzata come pietra ornamentale e l'amianto e la crocidolite utilizzata un tempo per la preparazione di anticombustibili e di coibenti termici, ma di recente vietati perché molto dannosi alla salute. Alcuni di essi sono stati impiegati in passato per realizzare tessuti ignifughi, in virtù della facilità con la quale si possono filare e del loro elevato punto di fusione.

## Sistematica
La classificazione degli anfiboli, vista la complessità della loro struttura, è un'operazione difficoltosa. Il compito è portato avanti da apposito sottocomitato dell'IMA. La più recente (risalente al 2012) prevede un supergruppo diviso in due gruppi a loro volta suddivisi in vari sottogruppi.
La formula chimica generale del supergruppo degli anfiboli è: AB2C5T8O22W2 dove:
- A = Ø, {\displaystyle {\ce {Na+}}}, {\displaystyle {\ce {K+}}}, {\displaystyle {\ce {Ca^2+}}}, {\displaystyle {\ce {Pb^2+}}}, {\displaystyle {\ce {Li+}}}
- B = {\displaystyle {\ce {Na+}}}, {\displaystyle {\ce {Ca^2+}}}, {\displaystyle {\ce {Mn^2+}}}, {\displaystyle {\ce {Fe^2+}}}, {\displaystyle {\ce {Mg^2+}}}, {\displaystyle {\ce {Li+}}}
- C = {\displaystyle {\ce {Mg^2+}}}, {\displaystyle {\ce {Fe^2+}}}, {\displaystyle {\ce {Mn^2+}}}, {\displaystyle {\ce {Al^3+}}}, {\displaystyle {\ce {Fe^3+}}}, {\displaystyle {\ce {Mn^3+}}}, {\displaystyle {\ce {Ti^4+}}}, {\displaystyle {\ce {Li+}}}
- T = {\displaystyle {\ce {Si^4+}}}, {\displaystyle {\ce {Al^3+}}}, {\displaystyle {\ce {Ti^4+}}}, {\displaystyle {\ce {Be^2+}}}
- W = {\displaystyle {\ce {OH-}}}, {\displaystyle {\ce {F-}}}, {\displaystyle {\ce {Cl-}}}, {\displaystyle {\ce {O^2-}}}.

Il supergruppo dell'anfibolo è suddiviso nei seguenti gruppi e sottogruppi:
- gruppo degli idrossi-fluoro-cloro-anfiboli
  - sottogruppo degli anfiboli di magnesio-ferro-manganese
  - sottogruppo degli anfiboli di calcio
  - sottogruppo degli anfiboli di sodio-calcio
  - sottogruppo degli anfiboli di sodio
  - sottogruppo degli anfiboli di litio
  - sottogruppo degli anfiboli di sodio-(magnesio-ferro-manganese)
  - sottogruppo degli anfiboli di litio-(magnesio-ferro-manganese)
  - sottogruppo degli anfiboli di litio-calcio
- gruppo degli ossi-anfiboli

La classificazione precedente, risalente al 2003, prevedeva la suddivisione nei seguenti cinque gruppi:
- gruppo degli anfiboli Mg-Fe-Mn-Li
- gruppo degli anfiboli calcici
- gruppo degli anfiboli sodico-calcici
- gruppo degli anfiboli sodici
- gruppo degli anfiboli Na-Ca-Mg-Fe-Mn-Li

## Serie mineralogiche e formule chimiche
Serie Ortorombica
- Antofillite, (Fe,Mg)7Si8O22(OH)2
- Holmquistite, Li2Mg3Al2Si8O22(OH)2
- Ferrogedrite, Fe2+5Al4Si6O22(OH)2

Serie Monoclina
- Tremolite, Ca2Mg5Si8O22(OH)2
- Actinolite, Ca2(Mg,Fe)5Si8O22(OH)2
- Cummingtonite, Fe2Mg5Si8O22(OH)2
- Grunerite, Fe7Si8O22(OH)2
- Orneblenda, (K,Na)0-1(Ca,Na,Fe,Mg)2(Mg,Fe,Al)5(Al,Si)8O22(OH)2
- Glaucofane, Na2(Mg,Fe)3Al2Si8O22(OH)2
- Riebeckite (or Crocidolite), Na2Fe2+3Fe3+2Si8O22(OH)2
- Arfvedsonite, Na3Fe2+4Fe3+Si8O22(OH)2
- Richterite, Na2Ca(Mg,Fe)5Si8O22(OH)2
- Pargasite, NaCa2Mg3Fe2+Si6Al3O22(OH)2
- Winchite, (CaNa)Mg4(Al,Fe3+)Si8O22(OH)2
- Edenite, NaCa2Mg5(Si7Al)O22(OH)2

### Descrizioni
I membri di queste serie variano molto nelle proprietà e nell'aspetto generale a seconda delle differenti composizioni chimiche.
L'antofillite si presenta ocra, con masse lamellari o fibrose di orneblenda in micacisti trovate a Kongsberg in Norvegia e in altre località. La gedrite è una specie dello stesso gruppo dell'antofillite con sostituzioni isomorfe di Alluminio, mentre la kupferite è una varietà verde intensa trovata in Russia e contenente Ferro.
L'orneblenda è un costituente importante di molte rocce ignee e dell'anfibolite formata per metamorfismo del basalto.
L'actinolite è un membro importante e comune delle serie monocline e forma gruppi radiali di cristalli aciculari di colore verde brillante o grigio verde. Si presenta frequentemente come un componente di scisti verdi.
Il glaucofane, la crocidolite, la riebeckite e l'arfvedsonite formano un gruppo speciale di anfiboli alcalini. I primi due sono minerali fibrosi blu, con il glaucofane presente negli scisti blu e la crocidolite (amianto blu) in formazioni ferrifere; entrambi derivano da processi metamorfici regionali. Gli ultimi due sono minerali verde scuro che si presentano come costituenti originali di rocce ignee ricce di sodio, come nefelina-sienite e fonolite.
La pargasite è un raro anfibolo del gruppo degli anfiboli calcici ricco di magnesio, solitamente presente nelle rocce ultrafemiche. Per esempio si trova in rari xenoliti del mantello, trasportati dalla kimberlite. È duro, denso, nero e solitamente idiomorfo, con un pleocroismo rosso-marrone quando osservato in sezione sottile per osservazione con microscopio da petrografia.